# Інститут генетичної та регенеративної медицини НАМН України
Інститу́т генети́чної та регенерати́вної медици́ни Націона́льної акаде́мії меди́чних нау́к Украї́ни — державна науково-дослідна установа, завданням якої була розробка та впровадження новітніх генних та клітинних технологій для фундаментальної науки та практичної медицини. У 2021 році інститут реорганізований шляхом злиття з Інститутом кардіології імені академіка М. Д. Стражеска.

## Про інститут
До складу інституту входили 3 наукових відділи, які складались з 8 лабораторій.
У відділі клітинних та тканинних технологій (лабораторія клітинних та тканинних культур, лабораторія експериментального моделювання, лабораторія імунології) в рамках напрямку регенеративної медицини проводилось експериментальне вивчення можливостей застосування стовбурових клітин та розробка методів їх виділення, розмноження та спрямованої диференціації для подальшого створення диференційованих клітинних і тканинних структур з метою відновлення ушкоджених органів і тканин.
Відділ генетичної діагностики (лабораторія ДНК-діагностики, лабораторія цитогенетики, лабораторія метаболоміки) займався вивченням впливу поліморфізму генів на схильність до розвитку, особливості клінічного перебігу та чутливість до терапії ряду захворювань людини (серцево-судинних, нейродегенеративних, імунозалежних, злоякісних новоутворень, остеопорозу, цукрового діабету та інших) з метою подальшого застосування генетично обґрунтованих методів профілактики та лікування.
У відділі генних технологій (лабораторія генно-інженерних біотехнологій, лабораторія генно-клітинних технологій) значна увага приділялась розробці і застосуванню нових генних технологій для створення генетично модифікованих клітин і організмів з метою впровадження нових біотехнологічних продуктів та моделей для фармакологічних, фармакогенетичних досліджень і створення генетично модифікованих експериментальних моделей.
Інститут активно співпрацював з вітчизняними та закордонними науково-дослідними установами, лікувально-діагностичними центрами для участі у спільних дослідницьких проектах з питань регенеративної медицини та генних технологій.
У 2021 році інститут реорганізований шляхом злиття з Інститутом кардіології імені академіка М. Д. Стражеска.